# Karolina Gronowiczowa
Karolina Gronowiczowa, född 1752, död 1800, var en polsk skådespelare och operasångare, aktiv 1774–1800. 
Hon engagerades vid nationalteatern i Warszawa 1774, där hon blev en av de mer bemärkta scenkonstnärerna och kom att räknas till nationalteaterns främsta artister. Hon beskrivs som intelligent, naturlig, och med en talang för komedi, och framhålls främst som subrett. Bland hennes främsta roller som skådespelare nämns Ludwisia i Mieszczki modne, Helenka i Zwady miłosne och Regina i Człowiek jakich mało na świecie. Hon var också verksam som operasångare, där hennes främsta roller ansågs vara Zerbina i Sługa panią och Anna i Nędza uszczęśliwiona (1778). 
Hon var gift med teaterns vaktmästare Michał Gronowiczow.